# Hapsifera revoluta
Hapsifera revoluta är en fjärilsart som beskrevs av Edward Meyrick 1914. Hapsifera revoluta ingår i släktet Hapsifera och familjen äkta malar. Inga underarter finns listade i Catalogue of Life.